# Черчилль, Чарльз
Чарльз Черчилль (англ. Charles Churchill; 1732—1764) — английский поэт и сатирик.

## Биография
Чарльз Черчилль родился в феврале 1732 года в Вестминстере (Лондон); его отец был ректором в «Rainham».
Получив образование в Вестминстерской школе (англ. Westminster School) и Кембриджском университете, где подружился с Робертом Ллойдом (англ. Robert Lloyd; 1733—1764), Черчилль некоторое время занимал должность проповедника в церкви Сент-Джон в Вестминстере, но, вследствие «непристойного образа жизни», был удалён.

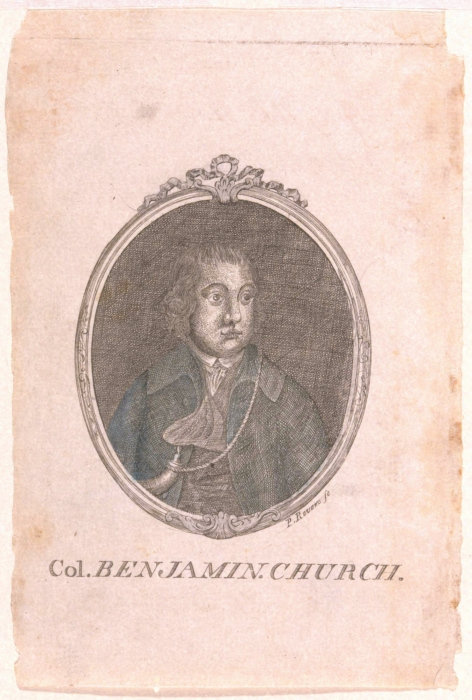

Первым значительным произведением Черчилля была изданная им анонимно сатира на современный ему театр и актёров, под заглавием «Rosciad» (1761). На вызванную этой сатирой полемику Черчилль ответил брошюрой «Apology», в которой нападал на Тобайаса Смоллетта и Дэвида Гаррика.
Широкую популярность приобрела его поэма «The Ghost», где Джонсон осмеивается под именем Дон Помпозо. Также обратила на себя внимание публики сатира Ч. Черчилля на Шотландию, под заглавием «The prophecy of famine, a scotch pastoral».
После того, как звание поэта-лауреата получил Колли Сиббер, который, будучи как личность экстравертом, не уживался со многими его современниками и которого часто обвиняли в безвкусных театральных постановках, тенистых методах ведения бизнеса, а также социальном и политическом оппортунизме, который, как считалось, принёс ему звание лауреата в обход гораздо лучших поэтов, он сразу сделался любимым объектом насмешек Чарльза Черчилля. Сатирик так увлёкся издёвками в адрес поэта-лауреата, что даже после смерти Сиббера не смог вовремя остановиться и переключился на Уильяма Уайтхеда, который был назначен на место поэта-лауреата в 1757 году. Уайтхед считал лишним отвечать на выходки сатирика, благодаря чему Черчилль успел настолько очернить Уайтхеда в глазах современников, что Гаррик согласился играть в новой пьесе поэта-лауреата («Trip to Scotland») лишь с тем условием, чтобы имя автора осталось скрытым. В том же году (1776) появился анонимно рассказ В. «Variety, a tale for married people», и обе вещи очень понравились и критикам и публике, не знавшим, что они аплодируют жертве своего любимого сатирика.
Полное собрание его сочинений было издано в Лондоне в 1774 году; избранные поэтические произведения издавались отдельно в Лондоне в 1804 году, в Эдинбурге в 1855 году и снова в Лондоне в 1871 году.
Чарльз Черчилль умер 4 ноября 1764 года в городе Булонь-сюр-Мер на севере Франции.